# Municipio de Porter (condado de Huntingdon)
El municipio de Porter (en inglés: Porter Township) es un municipio ubicado en el condado de Huntingdon en el estado estadounidense de Pensilvania. En el año 2000 tenía una población de 1.917 habitantes y una densidad poblacional de 20.9 personas por km².

## Geografía
El municipio de Porter se encuentra ubicado en las coordenadas 40°29′59″N 78°04′59″O / 40.49972, -78.08306.

## Demografía
Según la Oficina del Censo en 2000 los ingresos medios por hogar en la localidad eran de $38,145 y los ingresos medios por familia eran de $43,813. Los hombres tenían unos ingresos medios de $30,863 frente a los $23,819 para las mujeres. La renta per cápita de la localidad era de $16,764. Alrededor del 10,7% de la población estaba por debajo del umbral de pobreza.